# Вотертаун (містечко, Нью-Йорк)
Вотертаун (англ. Watertown) — місто (англ. town) в США, в окрузі Джефферсон штату Нью-Йорк. Населення — 5913 особи (2020).

## Демографія
Згідно з переписом 2010 року, у місті мешкало 4470 осіб у 1533 домогосподарствах у складі 1108 родин. Було 1657 помешкань
Расовий склад населення:
| - 87,2 % — білих - 8,3 % — чорних або афроамериканців - 1,0 % — азіатів - 0,7 % — корінних американців - 2,1 % — осіб інших рас |

До двох чи більше рас належало 0,7 %. Частка іспаномовних становила 5,3 % від усіх жителів.
За віковим діапазоном населення розподілялося таким чином: 20,3 % — особи молодші 18 років, 67,2 % — особи у віці 18—64 років, 12,5 % — особи у віці 65 років та старші. Медіана віку мешканця становила 41,3 року. На 100 осіб жіночої статі у місті припадало 128,4 чоловіків;  на 100 жінок у віці від 18 років та старших — 135,1 чоловіків також старших 18 років.
Середній дохід на одне домашнє господарство  становив 98 984 долари США (медіана — 77 264), а середній дохід на одну сім'ю — 113 433 долари (медіана — 90 650). Медіана доходів становила 60 057 доларів для чоловіків та 41 908 доларів для жінок. За межею бідності перебувало 6,2 % осіб, у тому числі 7,3 % дітей у віці до 18 років та 5,8 % осіб у віці 65 років та старших.
Цивільне працевлаштоване населення становило 2033 особи. Основні галузі зайнятості: освіта, охорона здоров'я та соціальна допомога — 25,6 %, роздрібна торгівля — 11,1 %, публічна адміністрація — 10,2 %.